# 达鲁恩·阿亚萨姆伊
达鲁恩·阿亚萨姆伊（英語：Dharun Ayyasamy，1996年12月31日—）生于泰米尔纳德邦蒂魯布爾縣，是一名印度田径运动员，主攻400米赛跑以及400米跨栏。
阿亚萨姆伊出生于一个名为Ravuthampalayam的村庄。他的母亲是一名教师，妹妹代表泰米尔纳德邦参加排球比赛。阿亚萨姆伊在就读小学四年级时，他的父亲因结核病去世。在他升入十年级前，他曾代表泰米尔纳德邦参加可可比赛，后来，他改练田径。他在卡纳塔克邦穆德比德里的阿尔瓦文学院获得文学士学位。

## 外部連結
- 达鲁恩·阿亚萨姆伊在的頁面
- 达鲁恩·阿亚萨姆伊的Instagram帳戶
- 达鲁恩·阿亚萨姆伊在Sports Reference